# Mécislas De Rakowski
Mécislas De Rakowski (wł. Mieczysław Rakowski) (ur. 1882 w Więckowicach, zm. 1947 w Jambes, Belgia) – polski malarz tworzący w Belgii.

## Życiorys
Studiował na krakowskiej Akademii Sztuk Pięknych, naukę kontynuował w Monachium i Florencji. Przez pewien czas mieszkał i zdobywał wiedzę artystyczną o technikach malowania w Paryżu, a następnie ok. 1920 przeprowadził się do Belgii, zamieszkał w Jambes.
Malował pejzaże, wiele z nich to widoki plaż i wybrzeża morskiego. Tworzył również portrety, martwe natury i wnętrza pomieszczeń. W 1928 miał swoją wystawę indywidualną w Liège, a w 1932 w Brukseli i w 1943 w Namur, wystawiał również w Ixelles i Ostendzie. W 1931 odwiedził Kraków, namalował wtedy widoki Wawelu i wnętrza kościołów, a następnie przebywał przejazdem w Poznaniu. Miejscem jego najczęstszych plenerów była Dolina Mozy oraz ulice i zaułki Namur. W 1948 miała miejsce pośmiertna wystawa dorobku artysty.